# Самопомощь

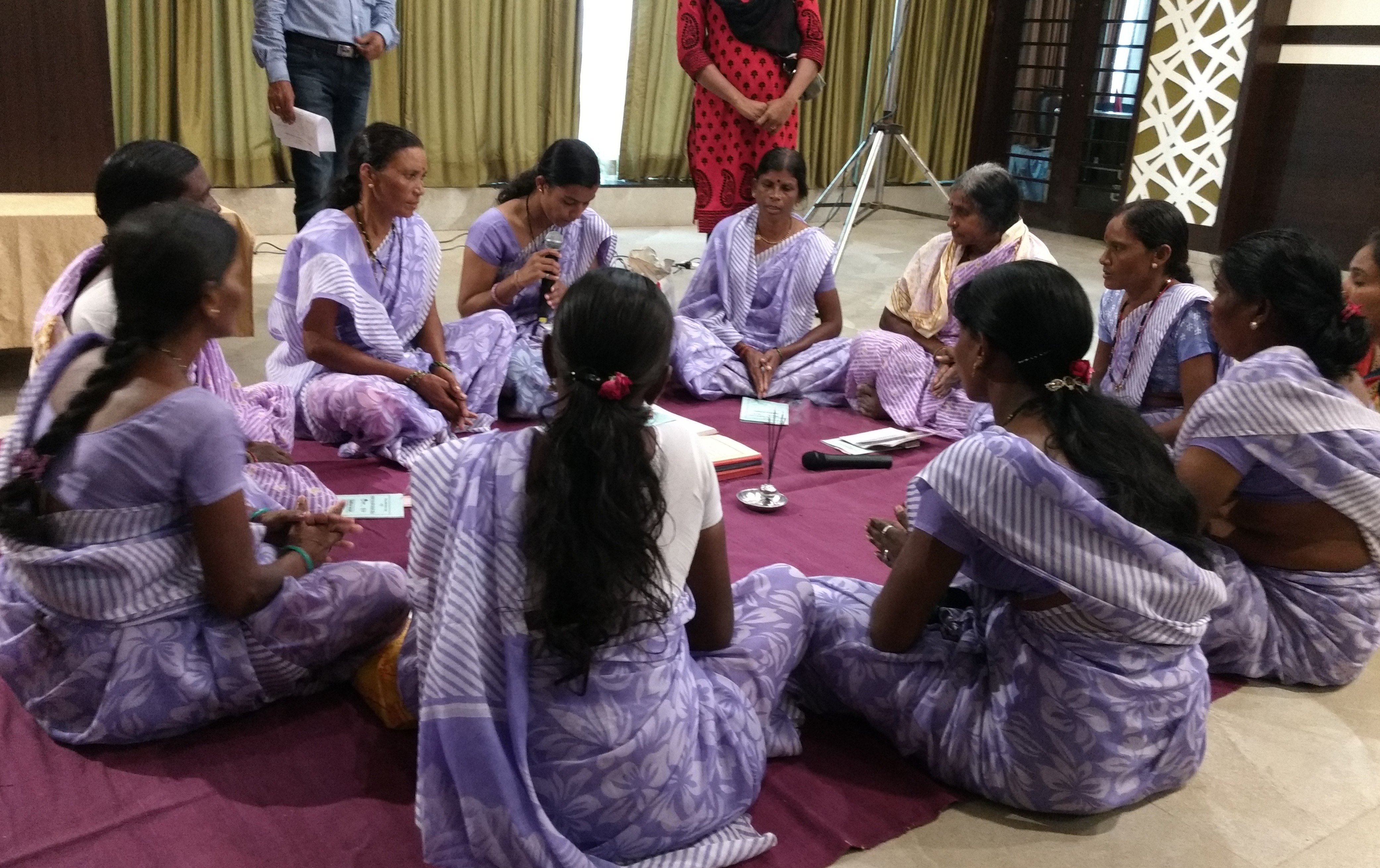
Группа самопомощи из Махараштры проводит демонстрацию на семинаре Национальной миссии по обеспечению средств к существованию в сельской местности, проходившем в Чандрапуре

Самопомощь (англ. self-help) или самосовершенствование — это общий термин, используемый для обозначения различных практик и принципов, направленных на личностный рост, расширение собственных возможностей различных аспектов, таких как экономический, физический, интеллектуальный и эмоциональный. В процессе самопомощи люди проявляют инициативу и активно участвуют в своем собственном развитии путем обретения самосознания, определения областей для улучшения и реализации стратегий, способствующих позитивным преобразованиям, а также стремятся взять под контроль свою жизнь, улучшить свое общее самочувствие и работать над достижением своих целей. Самопомощь зачастую основывается на психологических принципах.
Всемирная организация здравоохранения определяет самопомощь (англ. self-care) как «способность отдельных людей, семей и сообществ самостоятельно или при поддержке работников здравоохранения укреплять здоровье, предупреждать болезни, поддерживать нормальное состояние организма и справляться с болезнями и инвалидностью».
Занимаясь самопомощью, люди часто используют общедоступную информацию или участвуют в группах взаимопомощи, как в Интернете, так и в «реальной жизни», где находят оказавшихся в похожей ситуации. Начиная с первых проявлений в сфере самостоятельной юридической практики и консультаций на дому, которые обычно получают популярность благодаря жанру книг по самопомощи, значение слова «самопомощь» стало более распространённым и часто применяется в том числе к образованию, бизнесу, физическим упражнениям, психологии и психотерапии. Согласно психологическому словарю Американской психологической ассоциации, потенциальные преимущества групп самопомощи, которые не могут предоставить профессионалы, включают дружбу, эмоциональную поддержку, опытное знание, идентичность, значимые роли и чувство принадлежности.
В мире действует множество различных программ групп самопомощи, каждая из которых имеет свою направленность, методы, сопутствующие убеждения, сторонников и в некоторых случаях лидеров. Понятия и термины, возникшие в культуре самопомощи и Двенадцатиступенчатой программе, такие как модель восстановления, дисфункциональные семьи и созависимость, вошли в повседневную лексику.
Группы, связанные с улучшением состояния здоровья, могут состоять из пациентов и лиц, осуществляющих уход (сиделка) за ними. Помимо того, что в таких объединениях участники с большим опытом общения обмениваются своими знаниями, такие сообщества могут стать группами взаимопомощи и центрами обмена образовательными материалами. Можно сказать, что те, кто помогает себе сам, изучая и выявляя проблемы со здоровьем, являются примером самопомощи, в то время как группы самопомощи можно рассматривать скорее как группы взаимопомощи или взаимоподдержки.

## История
Сложносоставное слово «самопомощь» часто применялось в 1800-х годах в юридическом контексте, обозначая доктрину, согласно которой сторона в споре имеет право использовать законные средства по собственной инициативе для исправления ошибки.
«Конституцию Джорджа Комба» [1828], защищавшая идеи о моральную ответственность и возможности естественного самосовершенствования через образование или надлежащий самоконтроль, можно считать первоначальным источником вдохновения для движения самопомощи. В 1841 году было опубликовано эссе Ральфа Уолдо Эмерсона под названием «Компенсация», в котором говорилось, что «каждый человек в течение своей жизни должен благодарить свои недостатки» и «приобретать привычки самопомощи», поскольку «наша сила вырастает из нашей слабости». Сэмюэл Смайлз (1812—1904) в 1859 году опубликовал первую книгу под названием «Самопомощь», посвященную самосознательному развитию личности. Открывающая книгу фраза «Небеса помогают тем, кто помогает себе сам» представляет собой вариацию популярной поговорки «Бог помогает тем, кто помогает себе» (по-русски: «На Бога надейся, а сам не плошай»), из «Альманаха бедного Ричарда» Бенджамина Франклина (1733—1758).

### Начало XX века
В 1902 году Джеймс Аллен опубликовал книгу «Как человек думает», в которой он исходит из убеждения, что «Человек буквально есть то, что он думает, а его характер — сумма всех его помыслов». Благородные мысли, утверждается в книге, делают человека благородным, а низменные мысли — несчастным. Несколько десятилетий спустя в книге Наполеона Хилла «Думай и богатей» (1937) было описано использование повторяющихся позитивных мыслей (аффирмации) для привлечения счастья и богатства путём обращения к «бесконечному разуму».
Примерно в то же время, в 1936 году, Дейл Карнеги развил этот жанр в книге «Как завоёвывать друзей и оказывать влияние на людей». После неудач на нескольких поприщах Карнеги увлёкся проблемой успеха и его связи с самоуверенностью, и с тех пор его книги были проданы тиражом более 50 миллионов экземпляров.

## Рынок самопомощи
Коммерциализация «самопомощи» привела к разработке тренингов осознанности в больших группах, тренинги осведомлённости в больших группах и применению психотерапевтических систем[каких?], предлагающих более или менее готовые решения для обучения людей, стремящихся к индивидуальному совершенствованию. Исследователь индустрии самопомощи Мики Макги (англ. Micki McGee) упрекает авторов книг по самопомощи в отсутствии воображения и узком понимании задач развития личности, без рассмотрения её как члена более широкой группы и общества в целом и без надежды на изменения в обществе.
Существует также поджанр серий книг по самопомощи: например, «Руководства для чайников» и «Руководство для полных идиотов по…».

### Статистика
В начале XXI века «индустрия самосовершенствования, включающая книги, семинары, аудио и видеопродукцию, а также персональный коучинг, [была] оценена в 2,48 миллиарда долларов в год» только в Соединённых Штатах. К 2006 году исследовательская фирма Marketdata оценила рынок «самосовершенствования» в США более чем в 9 миллиардов долларов — включая рекламные ролики по ТВ (телемагазин), почтовые каталоги, холистические институты, книги, аудиокассеты, семинары мотивационных дикторов, рынок персонального коучинга, программы по похудению и управлению стрессом. Рыночные данные прогнозировали, что к 2008 году общий объём рынка вырастет до более чем $11 млрд. В 2012 году Лаура Вандеркам писала об обороте в 12 миллиардов долларов. В 2013 году Кэтрин Шульц написала исследование «индустрии стоимостью 11 миллиардов долларов».

### Самопомощь и предоставление профессиональных услуг
Самопомощь и взаимопомощь являются отличными от профессиональных услуг формами поддержки, хотя они могут дополнять их. Примером такого взаимодействия может быть взаимодействие между местными инициативами самопомощи и моделью предоставления услуг международной помощи.
Однако на этом стыке могут возникать и возникают конфликты, так как некоторые специалисты считают, что «двенадцатишаговый подход поощряет своего рода современную версию дилетантизма или энтузиазма XIX века, когда самоанализа и очень общих социальных наблюдений достаточно, чтобы сделать довольно большие выводы».

## Исследования
Рост культуры самопомощи неизбежно привел к возникновению споров между представителями других подходов и дисциплин. Некоторые люди возражают против отнесения своих произведений к литературе «самопомощи». Например, Дебора Таннен отрицает роль самопомощи в своих книгах. Эти авторы стремятся сохранить свой академический авторитет, так как они осознают, что популярность и успех их книг в долгосрочной перспективе могут ослабиться или исчезнуть.
Нельзя полностью игнорировать эффект плацебо. Так, тщательные исследования «кассет с сублиминальными материалами по самопомощи… показали, что их содержание не имеет реального эффекта… Хотя сами пользователи думали иначе». «Если они верили, что прослушали кассету, повышающую самооценку (даже если половина наименований кассет была неправильной) они чувствовали повышение самооценки. Неудивительно, что люди продолжают покупать сублиминальные материалы: даже если материалы не работают, люди думают, что они работают». Поэтому можно рассматривать большую часть индустрии самопомощи как часть «торговли кожей». Людям нужны стрижки, массаж, стоматология, парики и очки, социология и пластическая хирургия, а также любовь и совет — профессии, связанные с обликом, «не профессия и не наука». Таким образом, практикующие специалисты будут функционировать как «часть индустрии персональных услуг, а не как профессионалы в области психического здоровья». Хотя «нет доказательств того, что двенадцатишаговые программы „превосходят любые другие вмешательства в снижение алкогольной зависимости или проблем, связанных с алкоголем“». В то же время «в самом „жульничестве“ есть что-то целебное». Так, например, «курение увеличивает риск смертности всего в 1,6 раза, в то время как социальная изоляция — в 2,0 раза… что говорит о дополнительной ценности групп самопомощи, таких как Анонимные алкоголики, как суррогатных сообществ».
Некоторые психологи выступают за позитивную психологию и явно придерживаются эмпирической философии самопомощи; «роль позитивной психологии — стать мостом между башней из слоновой кости и районом для обычных людей — между строгостью академических кругов и весельем движения самопомощи». Цель сторонников позитивной психологии — улучшить область самосовершенствования путём намеренного увеличения количества научно обоснованных исследований и хорошо разработанных моделей. Размытие фокуса и раздробление методологии привело к появлению нескольких подобластей, в частности общей позитивной психологии, сосредоточенной в основном на изучении психологических явлений и эффектов; и «личной эффективности», посвященной анализу, разработке и реализации качественного личностного роста, включающей в себя обучение новым моделям мышления и отношения к чувствам. Как выразился коммуникатор по бизнес-стратегиям Дон Тапскотт, «Индустрия дизайна — то, что сделано для нас. Я предлагаю каждому из нас стать дизайнером. Но я полагаю, что фраза „Мне нравятся такие мысли“ может приобрести новый смысл».
Как саморазговор (внутренний диалог или разговор-размышление вслух), так и социальная поддержка могут быть использованы в качестве инструментов самопомощи. Психологи провели эксперименты, чтобы исследовать, как саморазговор может способствовать самосовершенствованию. В целом исследования показали, что люди предпочитают использовать местоимения второго лица, а не первого, во время внутреннего диалога для достижения целей, регулирования своего поведения, мыслей или эмоций и облегчения работы.. В сообщениях о личных проблемах применение  языка, при котором обращение к себе происходит с точки зрения друзей, может принести больше мотивационных и эмоциональных выгод, чем использование собственной перспективы. Когда перед вами стоит сложная задача, и вы испытываете сопротивление к ее выполнению, попытка написать несколько предложений или целей, представляя себе, что вам говорят ваши друзья, может дать вам больше мотивационных ресурсов, чем если вы пишете о себе.
Проведенные Ireland и её коллегами исследования показали, что когда люди занимаются выразительным письмом, используя богатый словарный запас или даже при наборе стандартного задания, включающего такие слова, принятие перспективы друга при свободном письме о личных трудностях может усилить их желание улучшить самоконтроль. Это достигается путем развития положительных эмоций, таких как гордость и удовлетворение, которые служат мотивирующими факторами для достижения личных целей.

## Критика
Тем не менее учёные считают многие утверждения о самопомощи ошибочными и неверными. В 2005 году Стив Салерно изобразил американское движение самопомощи не только как неэффективное в достижении тех или иных целей, но и как социально вредное. «Салерно говорит, что 80 процентов покупателей книг по самопомощи и мотивации — повторные клиенты, независимо от того, сработала ли программа [самопомощи] для них или нет». Другие аналогично отмечают, что в случае с книгами по самопомощи «предложение увеличивает спрос… Чем больше люди их читают, тем больше они думают, что нуждаются в них… это больше похоже на зависимость, чем на сотрудничество».
Писатели, пишущие о самопомощи, были описаны как работающие «в области идеологического, воображаемого, нарративизированного… хотя научность пронизывает их работы, в основе также лежит морализаторство».
Кристофер Бакли в своей книге «Господь — мой брокер» утверждает: «Единственный способ разбогатеть с помощью книги по самопомощи — написать её».
В 1976 году и десятилетие спустя, в 1987 году, Джеральд Розен выразил обеспокоенность тем, что психологи продвигают непроверенные книги по самопомощи с преувеличенными утверждениями, вместо того чтобы проводить исследования, которые могли бы повысить эффективность этих программ для помощи населению. Розен отметил потенциальную пользу самопомощи, но предупредил, что благих намерений недостаточно для того, чтобы гарантировать эффективность и безопасность самонастраивающихся обучающих программ. Около 40 лет спустя Розен и его коллеги заметили, что многие психологи продолжают продвигать непроверенные программы самопомощи, вместо того чтобы внести свой вклад в значимое развитие самопомощи.

## В средствах массовой информации
Кэтрин Шульц предполагает, что «основополагающая теория индустрии самопомощи противоречит самому существованию индустрии самопомощи».

### Пародии и вымышленные аналогии
Мир самопомощи стал объектом пародий. Уолкер Перси с его преодолевающим жанровые рамки «Lost in the Cosmos» был описан как «пародия на книги по самопомощи, учебник философии, сборник рассказов, викторин, диаграмм, мысленных экспериментов, математических формул, выдуманных диалогов». В своей книге «Секреты супероптимиста», вышедшей в 2006 году, авторы У. Р. Мортон и Натаниэль Уиттен раскрыли концепцию «супероптимизма» как юмористическое противоядие от раздутой категории книг по самопомощи. В своей комедийной программе «Жалобы и претензии» (2001) Джордж Карлин отмечает, что самопомощи «не существует»: тот, кто ищет помощи у кого-то другого, технически не получает «самопомощи»; а тот, кто достигает чего-то без посторонней помощи, изначально не нуждался в ней. В полусатирической антиутопии Маргарет Этвуд «Орикс и Коростель» университетское литературоведение пришло в упадок до такой степени, что главному герою, Сноумену, поручают написать диссертацию о книгах самопомощи как о литературе, которая больше раскрывает авторов и общество, их породившее, чем действительно полезна.